# Marcel Paul

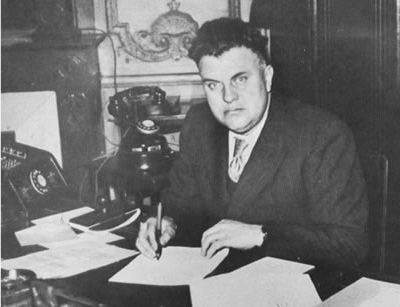
Marcel Paul

Marcel Paul (* 12. Juli 1900 in Paris; † 11. November 1982 in L’Île-Saint-Denis) war ein französischer Politiker (PCF) und Gewerkschafter. Er kämpfte in der Résistance und gehörte als Industrieminister drei aufeinanderfolgenden Regierungen an.

## Jugend und frühe Jahre
Marcel Paul war ein Findelkind, das am 12. Juli 1900 im 14. Pariser Arrondissement an der Place Denfert-Rochereau aufgefunden wurde. Das Kind wurde darauf in der Gemeinde Moncé-en-Belin in Pflege gegeben. Dort besuchte Marcel Paul die gesamte Primarschule und begann im Alter von 13 Jahren auf einem Bauernhof im Département Sarthe zu arbeiten. Mit 15 Jahren begann er sich bei den Jungsozialisten gegen den Ersten Weltkrieg zu engagieren. Nachdem er zum Dienst bei der Marine eingezogen wurde, beteiligte er sich an einem Matrosenaufstand in Brest, und danach am Widerstand der Seeleute gegen die gewaltsame Inbetriebnahme eines von Arbeitern bestreikten Kraftwerkes in Saint-Nazaire.
Nach seiner Demobilisierung lebte er zunächst in Saint-Quentin, wo er im Baugewerbe Arbeit und Zugang zur gewerkschaftlichen Tätigkeit fand. Danach wurde er als Elektriker bei den städtischen Verkehrsbetrieben Société des transports en commun de la région parisienne eingestellt. Diesen Beruf hatte er zuvor bei der Marine erlernt. Ab 1923 war er Mitglied der Kommunistischen Partei Frankreichs.
Zwischen 1931 und 1936 war Marcel Paul Generalsekretär des Gewerkschaftsbundes für die Öffentlichen Dienste Confédération générale du travail unitaire (CGTU). Danach wurde er stellvertretender und ab 1937 erster Sekretär der Elektrizitätsarbeiter-Gewerkschaft Fédération réunifiée de l'éclairage. 1932 wurde er beim Verlassen einer Versammlung des Pflegepersonals des Spitals Hôtel-Dieu de Marseille tätlich angegriffen. Die Krankenschwester Edmée Dijoud, die ihn begleitet hatte, starb bei dem Übergriff. Als enger Mitstreiter von Maurice Thorez wurde er von der Kommunistischen Partei für die Gemeindewahlen im 14. Arrondissement von 1935 aufgestellt, wo er gemeinsam mit Léon Mauvais ins Amt gewählt wurde.

## Widerstand und Deportation
1939 wurde Paul für die Infanterie mobilisiert, weil die Marine seine Einberufung verweigerte. Nach der Unterzeichnung des Hitler-Stalin-Pakts wurde er, ebenso wie andere Kommunisten, aus verantwortlichen Stellungen der Fédération de l'éclairage entfernt. Seine Funktion in der um einen legalen Status bemühten Gewerkschaft übernahm von nun an Clément Delsol. Nach dem Einmarsch der Deutschen in Frankreich wurde er gefangen genommen, zwei Mal gelang ihm jedoch die Flucht. Er schlug sich in die Bretagne durch, wo er mit Auguste Havez die interregionale Arbeit der Kommunistischen Partei koordinierte. Zunächst sammelte er Waffen und Sprengstoff, um Zwischenlager anzulegen. Danach erhielt er im November 1940 den Auftrag der Parteileitung, nach Paris zurückzukehren, war aber bis Januar 1941 weiter für die Aktionen im Westen zuständig. Arbeiter der Energieversorgung und der Öffentlichen Dienste der Region Paris organisierte er zu Aktionsgruppen. Als Mitarbeiter der Untergrundgruppe Organisation spéciale erlernte er im Juli 1941, zusammen mit France Bloch-Sérazin, den Umgang mit Sprengstoff und unternahm im August 1941 einen misslungenen Angriff auf einen deutschen Dienstzug.
Im November 1941 wurde Paul nach einer Denunziation festgenommen. Die ersten Stationen seiner Gefangenschaft waren eine Polizeiwache, das Hôpital de Saint-Denis – wo er gefoltert wurde und versuchte sich das Leben zu nehmen –, sowie das Gefängnis La Santé. Von einem Sondertribunal wurde er darauf zu vier Jahren Gefängnis verurteilt. Im Sommer 1943 wurde er mit anderen Gefangenen in das als Haftanstalt dienende ehemalige Kloster Abbaye Notre-Dame de Fontevraud verlegt. Bei seiner Überstellung an die Deutschen im Februar 1944 misslang ihm ein weiterer Fluchtversuch. Am 27. April 1944 erreichte sein Transport das Vernichtungslager in Auschwitz, wo ihm eine Nummer eingestochen wurde. Am 14. Mai erfolgte der weitere Transport der französischen Gefangenen ins Konzentrationslager Buchenwald bei Weimar.
Als hochrangiger politischer Gefangener unterlag Marcel Paul relativ schonenden Haftbedingungen. Zusammen mit André Leroy (1913–1982) und Jean Lloubes (1909–1994) organisierte er in Buchenwald weiteren Widerstand im Untergrund im sogenannten «comité des intérêts français», dessen Vorstand aus fünf Personen er angehörte. Sein Handlungsspielraum umfasste im Wesentlichen aber auch die Weitergabe von Befehlen der Lagerleitung. Dies ermöglichte ihm, zahlreiche Mitgefangene, wie beispielsweise Marcel Dassault, vor dem sicheren Tod zu retten, bedeutete aber auch, dass er über die Zuteilung von schwerer Zwangsarbeit entscheiden musste. Ein betroffener war das Résistance-Mitglied Jean Bertin. Der Lagerüberlebende Pierre-Henri Teitgen hat in einem im Januar 1985 in der Zeitung Ouest France erschienenen Artikel an die ambivalente Position Pauls erinnert. Paul leistete, laut den übereinstimmenden Aussagen der Zeitzeugen, im April 1945 einen bedeutenden Beitrag zum Aufstand der Lagerinsassen, der der Befreiung des KZ Buchenwald durch die 3. US-Armee voranging. 
Nach der Niederlage Nazideutschlands wurde Paul als politische Persönlichkeit rasch nach Frankreich zurückgeführt, kehrte aber nach kurzem Aufenthalt in Paris bald darauf nach Buchenwald zurück, um die Heimkehr der weiteren überlebenden Franzosen zu beschleunigen. Auf dem 10. Parteitag der Kommunistischen Partei im Juni 1945 in Paris wurde Marcel Paul in die Parteileitung gewählt. Er nahm seine gewerkschaftliche Arbeit wieder auf und wurde zum Mitglied der Provisorischen Konsultativversammlung (Assemblée consultative provisoire) ernannt. Im selben Jahr gründete er mit Henri Manhès die Veteranen- und Überlebendenorganisation Fédération nationale des déportés et internés résistants et patriotes (FNDIRP), deren Vorsitz Marcel Paul bis zu seinem Lebensende ausübte. Der bürgerliche Unternehmer und getaufte Jude Marcel Dassault, der in seinen politischen Standpunkten denkbar weit von denen Marcel Pauls entfernt war, hatte in Buchenwald, trotz der Differenzen, dank Pauls Protektion überleben können. Er förderte später die FNDIRP mit umfangreichen Spenden.

## Nachkriegszeit
Nach einem innerparteilichen Konflikt um den mit Vorwürfen konfrontierten Georges Guingouin in der zentralfranzösischen Region Limousin, wurde Paul im Oktober 1945 im Département Haute-Vienne als unumstrittener Ersatzmann zur Wahl für die Verfassungsgebende Versammlung aufgestellt. Er erhielt zusammen mit Alphonse Denis (1906–1997) einen Stimmenanteil von 33,95 %, doch blieb er damit hinter dem Ergebnis der Section française de l’Internationale ouvrière (SFIO), unter der Leitung von Adrien Tixier, die mit einem Anteil von 50,53 % drei Parlamentssitze errang. Marcel Paul wurde Mitglied im Ausschuss für nationale Infrastruktur, Produktion und Kommunikation, sowie in den Arbeitsgruppen für Inneres, Öffentliche Gesundheit, Kriegsgefangene und Deportierte, und der Ständigen Kommission für die Planung der Sozial- und Wirtschaftspolitik. Am 3. August 1945 sprach er sich in der Abstimmung für die anschließend erfolgte Verstaatlichung von Gas und Strom aus.
Am 21. November 1945 wurde er von Charles de Gaulle zum Industrieminister ernannt, ein Amt, das er von Robert Lacoste übernahm, und auch in den nachfolgenden Regierungen von Félix Gouin und Georges Bidault bis im Dezember 1946 ausübte. Am 2. Dezember 1945 stimmte er für die Verstaatlichung der Banque de France und weiterer Kreditinstitute. Am 27. März 1946 legte er einen Gesetzesentwurf für die Bildung der staatlichen Unternehmen Électricité de France-Gaz de France vor, der am 8. April 1946 zur Abstimmung kam. Dem neuen öffentlichen Unternehmen kam durch die Bemühungen Marcel Pauls eine soziale Vorbildfunktion zu. Im Rahmen der Verstaatlichung gründete er am 8. April 1946 nämlich die Caisse centrale d'activités sociales (CCOS), die den Mitarbeitern umfassende soziale Leistungen, wie beispielsweise Verpflegung am Arbeitsplatz und Ferienangebote, zukommen ließ. Das Sozialwerk wurde mit einem garantierten Anteil von 1 % am Gewinn nach Abzug der Mehrwertsteuer aus dem Verkauf von Gas und Strom finanziert. In der Folge wurde verschiedentlich der Vorwurf erhoben, die CCOS finanziere heimlich die Gewerkschaft CGT. Als Industrieminister veranlasste Paul mehrere Gesetzesentwürfe, darunter beispielsweise arbeitsrechtliche Bestimmungen zum Bergbau und den damit verbundenen verarbeitenden Betrieben, zum Wahlverfahren der Berufsverbände, sowie zum Zugang zur Tätigkeit als Friseur. Am 19. April 1946 stimmte er für die Annahme eines Verfassungsartikels über die Verstaatlichung von Versicherungsgesellschaften.
Bei den Wahlen zur 2. Verfassungsgebenden Nationalversammlung im Juni 1946 wurde Marcel Paul erneut als Kandidat der Kommunistischen Partei für das Département Haute-Vienne aufgestellt. Die kommunistische Liste erreichte dort diesmal das beste Resultat, mit 66.815 von insgesamt 175.214 gültigen Stimmen. Marcel Paul und Alphonse Denis waren damit im Amt bestätigt. Die SFIO erhielt hingegen mit 63.942 Stimmen nur noch zwei Sitze. Im Amt halten konnten sich die SFIO-Abgeordneten Jean Le Bail (1904–1965) und André Foussat (1911–1969). Der weitere Sitz für das Département ging an Robert Schmidt (1909–1955) vom Mouvement républicain populaire, der auf dem ersten Listenplatz 36.977 Stimmen erhielt.
Im November 1946 wurde Paul in die Nationalversammlung gewählt. Er wurde Mitglied eines Ausschusses für Industriefragen. Die Leitung des Ministeriums gab er im darauf folgenden Monat ab. Nachdem sich die Regierung während eines Monats nur aus Sozialisten zusammengesetzt hatte, wurden danach einzelne Posten erneut mit Kommunisten besetzt. Marcel Paul ging dabei jedoch leer aus. Ab Januar 1947 nahm er daher wieder seine alte Arbeit an der Spitze der Gewerkschaft CGT auf. Formal hatte er diese Funktion bis 1966 inne, allerdings wurde er 1963 de facto als Leiter der Energie-Sektion abgelöst.
Mit der Regierungsübernahme des SFIO-Politikers Paul Ramadier ab Januar 1947 endete die Regierungsbeteiligung der Kommunisten im darauf folgenden Mai erneut. Marcel Paul war zu diesem Zeitpunkt Präsident des CCOS. Diese Funktion behielt er bei, bis die Organisation am 17. Februar 1951 auf Veranlassung René Plevens aufgelöst wurde. Am nächsten Tag stürmte die Polizei die Büros der CCOS an der Rue de Calais 22 im 9. Arrondissement von Paris und vertrieb die Mitarbeiter.
Am 20. April 1948 trat Paul von seinem Amt in der Nationalversammlung zurück und ließ sich bei den Wahlen von 1951 nicht mehr als Kandidat aufstellen. Nach parteiinternen Querelen rund um die von ihm gegründeten Sozialwerke bei Électricité de France und Gaz de France, wurde Paul 1964 nicht mehr ins Zentralkomitee seiner Partei gewählt. Die beiden Staatsbetriebe wurden ab 1951 wieder privatwirtschaftlich geführt und die Regierung machte für eine erneute gewerkschaftliche Präsenz in den EDF-GDF-Betrieben den Gewerkschaftsausschluss Marcel Pauls zur Bedingung, was die CGT-Leitung 1962 akzeptierte.
In Anerkennung seiner Leistungen für Frankreich wurde Marcel Paul im April 1982 zum Officier de la Légion d’Honneur ernannt und in einer öffentlichen Zeremonie am 11. November 1982 auf der Place Charles-de-Gaulle, das heißt unter dem Triumphbogen Arc de Triomphe de l’Étoile, mit dem Orden ausgezeichnet. Direkt nach der Veranstaltung ergriff ihn ein schweres Unwohlsein und er starb wenige Stunden später in seinem Zuhause in L'île-Saint-Denis, in der Nähe von Paris.
Zwei Jahre später entbrannte nach dem Erscheinen eines Artikels des Autors und Lokalpolitikers Laurent Wetzel (CDS) in der Zeitung Courrier des Yvelines ein Streit um die Rolle Pauls im Konzentrationslager Buchenwald. Im Artikel legte Wetzel dar, dass er nicht bereit sei, sich am Einweihungsakt für die Benennung einer Marcel-Paul-Straße in seiner Gemeinde zu beteiligten. Er schrieb: «Kaum war er nach Buchenwald deportiert, wurde Marcel Paul in die interne Führung des Lagers aufgenommen. Er entschied somit über das Schicksal – das heißt über Leben und Tod – zahlreicher Genossen. In Ausübung dieser Funktion berücksichtigte er hauptsächlich die Interessen seiner Partei.» Die Dora-Buchenwald-Vereinigung in der Veteranen- und Überlebendenorganisation Fédération nationale des déportés et internés résistants et patriotes reagierte auf die Anschuldigung mit einer Klage wegen Ehrverletzung. Dieselben Vorwürfe gegen Paul waren schon 1946 erhoben worden. Beim Prozess am Gericht in Versailles wurden mehrere frühere Deportierte befragt. Am 17. Januar 1985 wurde Laurent Wetzel von der Klage freigesprochen. Das Gericht sah sich außer Stande, über historische Wahrheiten zu befinden. Wetzel wurde später zum Bürgermeister der Gemeinde Sartrouville gewählt und ordnete die Umbenennung der dortigen rue Marcel Paul sowie zahlreicher anderer Straßen an, die nach kommunistischen Politikern benannt waren.

## Ehrungen
- Marcel Paul war Offizier der Französischen Ehrenlegion.
- Zahlreiche Straßen Frankreichs tragen seinen Namen.
- Die deutsche Stadt Weimar hat in DDR-Zeiten die Marcel-Paul-Straße nach ihm benannt.